# Hipparchia chpakowskyi
Hipparchia chpakowskyi är en fjärilsart som beskrevs av Chneour 1942. Hipparchia chpakowskyi ingår i släktet Hipparchia och familjen praktfjärilar. Inga underarter finns listade i Catalogue of Life.